# Arena da Baixada
De Arena da Baixada, voorheen bekend als Estádio Joaquim Américo Guimarães en voor een korte periode Kyocera Arena genoemd, is een voetbalstadion in de Braziliaanse stad Curitiba in de deelstaat Paraná. Het stadion werd gebouwd in 1914 en daarna gerenoveerd in 1999. De Braziliaanse voetbalclub Atlético Paranaense heeft er zijn thuisbasis.

## Geschiedenis

### Oude stadion
Met de bouw van in het oude stadion was men in 1912 begonnen. Het stadion werd genoemd naar Joaquim Américo Guimarães, de toenmalige voorzitter van de Internacional Futebol Clube, de voorloper van Atlético. De opening was twee jaar later op 6 september 1914 en de eerste wedstrijd die er gespeeld werd was een duel tussen Internacional en Flamengo, waarbij de thuisclub met 1-7 verloor van de tegenstander uit Rio. Tussen 1970 en 1984 lag het stadion braak en in 1995 en 1996 werd het afgebroken.

### Nieuwe stadion
De bouw van het nieuwe stadion duurde van 1 december 1997 tot 20 juni 1999. Het werd geopend op 24 juni 1999 met een wedstrijd tussen Atlético en Cerro Porteño uit Paraguay, deze eindigde in een 2-1-overwinning voor de thuisploeg. De kosten voor het nieuwe stadion bedroegen zo'n 30 miljoen US$. Van maart 2005 tot april 2008 heette het stadion de Kyocera Arena naar het Japanse bedrijf Kyocera.

### WK 2014
Op 31 mei 2009 werd het stadion gekozen als een van de stadions voor het Wereldkampioenschap, dat in Brazilië zou plaatsvinden. Op dat moment had het een capaciteit van 25.180 toeschouwers, maar werd voor het wereldkampioenschap uitgebreid tot ruim 40.000. De bouwwerkzaamheden startten in 2011 maar door vertraging was de geplande opening in de zomer van 2013 uitgesteld tot later dat jaar. In januari 2014 dreigde de FIFA om de stad de WK-organisatie uit handen te nemen als het stadion niet snel af kwam. 
In april 2014, ruim twee maanden voor aanvang van het kampioenschap, stond de status te boek als niet gereed. Daar waar de deadline in november was, was in april 80% gereed van de voorbereidingen op het toernooi. Desondanks konden vier groepsduels in het stadion worden afgewerkt, met het duel tussen Australië en Spanje als best bezochte wedstrijd.

## Interlands
| №  | Datum        | Wedstrijd          | Uitslag | Competitie                                | Toeschouwers |
| -- | ------------ | ------------------ | ------- | ----------------------------------------- | ------------ |
| 1. | 16 juni 2014 | Iran – Nigeria     | 0 – 0   | Wereldkampioenschap 2014 - Groepsfase (F) | 39.061       |
| 2. | 20 juni 2014 | Honduras – Ecuador | 1 – 2   | Wereldkampioenschap 2014 - Groepsfase (E) | 39.224       |
| 3. | 23 juni 2014 | Australië – Spanje | 0 – 3   | Wereldkampioenschap 2014 - Groepsfase (B) | 39.375       |
| 4. | 26 juni 2014 | Algerije – Rusland | 1 – 1   | Wereldkampioenschap 2014 - Groepsfase (H) | 39.311       |